# 黏同鰭鰩
黏同鰭鰩（學名：Sympterygia lima），為軟骨魚綱鰩目單鰭鰩科同鰭鰩屬的一種，分布於東南太平洋智利阿利卡到巴爾第畢亞海域，深度可達18公尺，體長可達24.9公分，棲息在軟底質海域，為底棲性魚類，屬肉食性，卵生, 卵為長方形鞘囊具有堅硬的觸角，生活習性不明。